# Saint-Aquilin
Pour les articles homonymes, voir Saint-Aquilin-de-Corbion, Saint-Aquilin-de-Pacy et Saint-Aquilin-d'Augerons.
Saint-Aquilin est une commune française située dans le département de la Dordogne, en région Nouvelle-Aquitaine.

## Géographie

### Généralités
À cinq kilomètres au nord-nord-est de Saint-Astier, la commune de Saint-Aquilin est située à l'extrémité orientale de la forêt de la Double.
Son territoire est essentiellement forestier.

### Communes limitrophes
Saint-Aquilin est limitrophe de six autres communes. Au nord-ouest, son territoire est distant d'une centaine de mètres de celui de Douchapt.
| Segonzac  | Tocane-Saint-Apre | Mensignac            |
|           | Saint-Aquilin     | Léguillac-de-l'Auche |
| Chantérac | Saint-Astier      |                      |

### Géologie et relief

#### Géologie
Situé sur la plaque nord du Bassin aquitain et bordé à son extrémité nord-est par une frange du Massif central, le département de la Dordogne présente une grande diversité géologique. Les terrains sont disposés en profondeur en strates régulières, témoins d'une sédimentation sur cette ancienne plate-forme marine. Le département peut ainsi être découpé sur le plan géologique en quatre gradins différenciés selon leur âge géologique. Saint-Aquilin est située dans le troisième gradin à partir du nord-est, un plateau formé de calcaires hétérogènes du Crétacé.
Les couches affleurantes sur le territoire communal sont constituées de formations superficielles du Quaternaire et de roches sédimentaires datant pour certaines du Cénozoïque, et pour d'autres du Mésozoïque. La formation la plus ancienne, notée c5b, date du Campanien 2, des calcaires crayo-marneux blanchâtres à grosses silicifications grises en alternance dures et tendres puis calcaire crayeux à glauconie. La formation la plus récente, notée CFvs, fait partie des formations superficielles de type colluvions carbonatées de vallons secs : sable limoneux à débris calcaires et argile sableuse à débris. Le descriptif de ces couches est détaillé dans  les feuilles « no 758 - Périgueux (ouest) » et « no 782 - Mussidan » de la carte géologique au 1/50 000 de la France métropolitaine, et leurs notices associées,.

Carte géologique de Saint-Aquilin.

#### Relief et paysages
Le département de la Dordogne se présente comme un vaste plateau incliné du nord-est (491 m, à la forêt de Vieillecour dans le Nontronnais, à Saint-Pierre-de-Frugie) au sud-ouest (2 m à Lamothe-Montravel). L'altitude du territoire communal varie quant à elle entre 97 mètres et 232 mètres,.
Dans le cadre de la Convention européenne du paysage entrée en vigueur en France le 1er juillet 2006, renforcée par la loi du 8 août 2016 pour la reconquête de la biodiversité, de la nature et des paysages, un atlas des paysages de la Dordogne a été élaboré sous maîtrise d’ouvrage de l’État et publié en octobre 2020. Les paysages du département s'organisent en huit unités paysagères,. La commune fait partie de la Double, au sein de l'unité de paysage « La Double et le Landais », deux plateaux ondulés, dont la pente générale descend de l'est vers l'ouest. À l'est, les altitudes atteignent ainsi les 200 m pour les plus élevées (233 m au sud de Tocane-Saint-Apre). Vers l'ouest, le relief s’adoucit et les altitudes maximales culminent autour des 100 mètres. Les paysages sont forestiers aux horizons limités, avec peu de repères, ponctués de clairières agricoles habitées.
La superficie cadastrale de la commune publiée par l'Insee, qui sert de référence dans toutes les statistiques, est de 22,35 km2,,. La superficie géographique, issue de la BD Topo, composante du Référentiel à grande échelle produit par l'IGN, est quant à elle de 22,44 km2.

### Hydrographie

#### Réseau hydrographique
La commune est située dans le bassin de la Dordogne au sein du Bassin Adour-Garonne. Elle est drainée par le Salembre, le Jouis, le Sauvagnac, le ruisseau de Combenègre et par divers petits cours d'eau, qui constituent un réseau hydrographique de 26 km de longueur totale,.
Le Salembre, d'une longueur totale de 16,97 km, prend sa source dans le nord-est de la commune, près du lieu-dit la Chaise, et se jette dans l'Isle en rive droite à Neuvic, au sud de Neuvic Gare. Il traverse le territoire communal sur huit kilomètres et demi du nord-est au sud-ouest dont trois kilomètres et demi lui servent de limite naturelle, en deux tronçons, face à Tocane-Saint-Apre et Chantérac.
Son affluent de rive droite le ruisseau de Combenègre arrose le nord de la commune sur environ 800 mètres.
Autre affluent de rive droite de l'Isle, le Jouis prend sa source dans le nord-est de la commune qu'il baigne sur un kilomètre.
Le Sauvagnac, affluent de rive gauche de la Dronne, prend sa source dans le nord du territoire communal qu'il arrose sur 260 mètres.

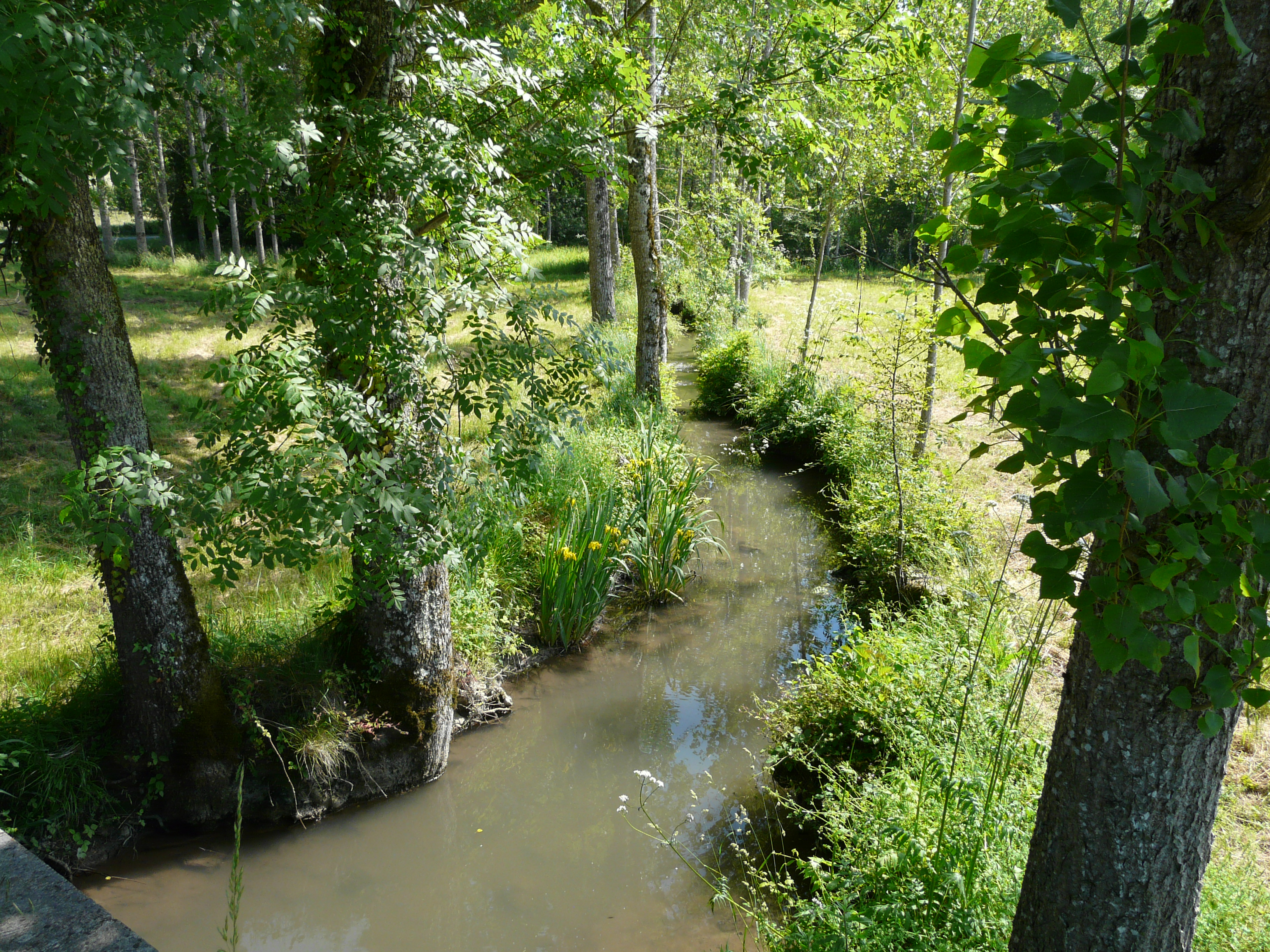
Le Salembre à Saint-Aquilin.
Réseaux hydrographique et routier de Saint-Aquilin.

#### Gestion et qualité des eaux
Le territoire communal est couvert par le schéma d'aménagement et de gestion des eaux (SAGE) « Isle - Dronne ». Ce document de planification, dont le territoire regroupe les bassins versants de l'Isle et de la Dronne, d'une superficie de 7 500 km2, a été approuvé le 2 août 2021. La structure porteuse de l'élaboration et de la mise en œuvre est l'établissement public territorial de bassin de la Dordogne (EPIDOR). Il définit sur son territoire les objectifs généraux d’utilisation, de mise en valeur et de protection quantitative et qualitative des ressources en eau superficielle et souterraine, en respect des objectifs de qualité définis dans le troisième SDAGE  du Bassin Adour-Garonne qui couvre la période 2022-2027, approuvé le 10 mars 2022.
La qualité des eaux de baignade et des cours d’eau peut être consultée sur un site dédié géré par les agences de l’eau et l’Agence française pour la biodiversité.

### Climat
Pour des articles plus généraux, voir Climat de la Nouvelle-Aquitaine et Climat de la Dordogne.
Historiquement, la commune est exposée à un climat océanique aquitain.  
En 2020, Météo-France publie une typologie des climats de la France métropolitaine dans laquelle la commune est exposée à un climat océanique altéré et est dans la région climatique  Aquitaine, Gascogne, caractérisée par une pluviométrie abondante au printemps, modérée en automne, un faible ensoleillement au printemps, un été chaud (19,5 °C), des vents faibles, des brouillards fréquents en automne et en hiver et des orages fréquents en été (15 à 20 jours).
Pour la période 1971-2000, la température annuelle moyenne est de 12,2 °C, avec  une amplitude thermique annuelle de 15 °C. Le cumul annuel moyen de précipitations est de 948 mm, avec 12 jours de précipitations en janvier et 7,2 jours en juillet. Pour la période 1991-2020, la température moyenne annuelle observée sur la station météorologique la plus proche, située sur la commune de Saint-Martin-de-Fressengeas à 8 km à vol d'oiseau, est de 12,4 °C et le cumul annuel moyen de précipitations est de 1 050,4 mm,. Pour l'avenir, les paramètres climatiques de la commune estimés pour 2050 selon différents scénarios d’émission de gaz à effet de serre sont consultables sur un site dédié publié par Météo-France en novembre 2022.

## Urbanisme

### Typologie
Au 1er janvier 2024, Saint-Aquilin est catégorisée commune rurale à habitat très dispersé, selon la nouvelle grille communale de densité à 7 niveaux définie par l'Insee en 2022.
Elle est située hors unité urbaine et hors attraction des villes,.

### Occupation des sols
L'occupation des sols de la commune, telle qu'elle ressort de la base de données européenne d’occupation biophysique des sols Corine Land Cover (CLC), est marquée par l'importance des forêts et milieux semi-naturels (56,1 % en 2018), en augmentation par rapport à 1990 (54,5 %). La répartition détaillée en 2018 est la suivante : 
forêts (54,8 %), zones agricoles hétérogènes (31,4 %), prairies (12,4 %), milieux à végétation arbustive et/ou herbacée (1,3 %). L'évolution de l’occupation des sols de la commune et de ses infrastructures peut être observée sur les différentes représentations cartographiques du territoire : la carte de Cassini (XVIIIe siècle), la carte d'état-major (1820-1866) et les cartes ou photos aériennes de l'IGN pour la période actuelle (1950 à aujourd'hui).

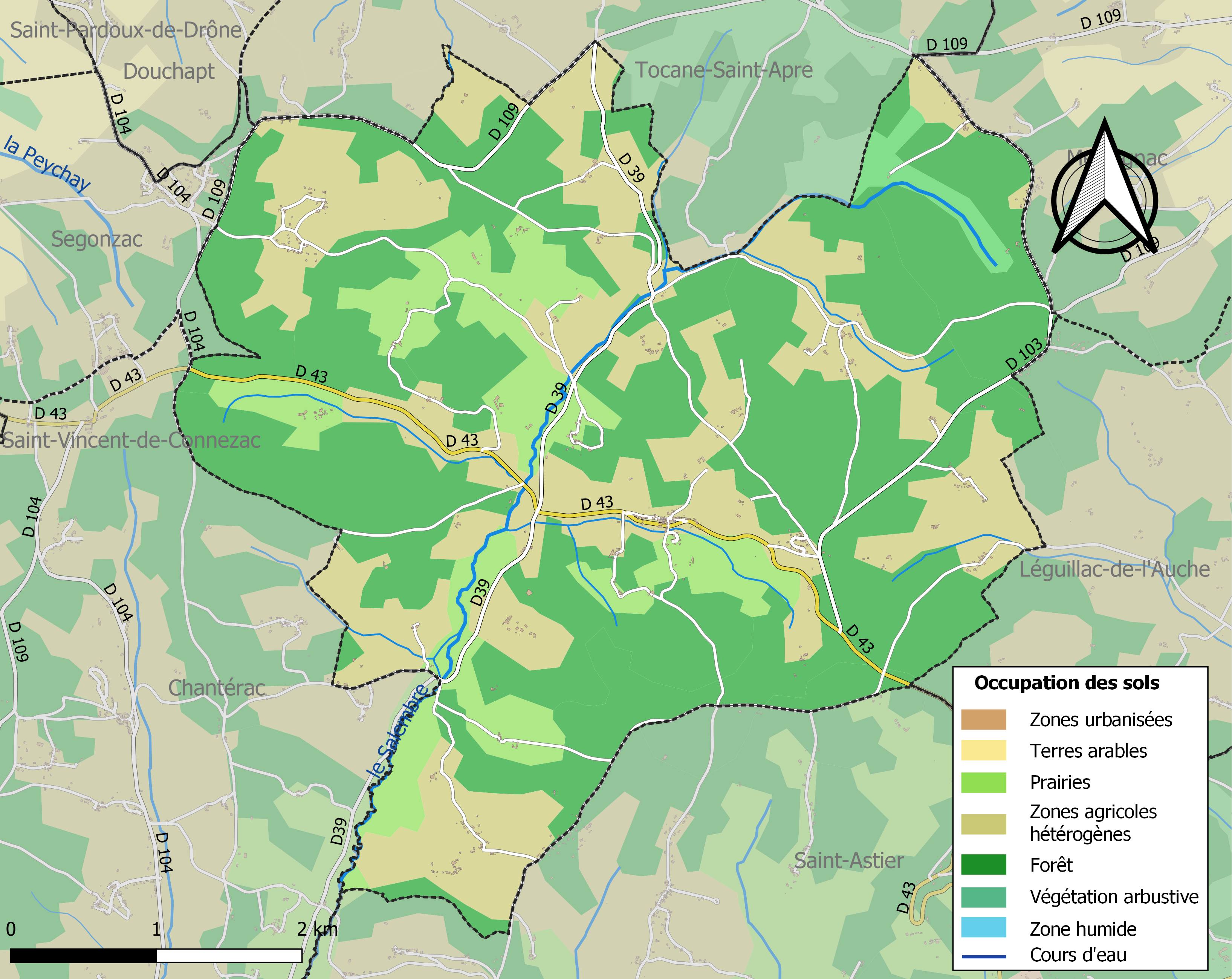
Carte des infrastructures et de l'occupation des sols de la commune en 2018 (CLC).

### Villages, hameaux et lieux-dits
- Abbaye de Boisset
- aux Légitimes
- Barbeau
- Bardisseau
- Betoula
- Binlou
- Boisset
- Bonnet
- Borias
- Chapeau Rouge
- Charoulas
- Charroux
- Château de Belet
- Chausse-Vieux
- Daudière
- Étang des Garennes
- Fenêtre Basse
- Fenêtre Haute
- Férodie
- Ferronie
- Fontaine des Combes
- Forêt des Cailloux
- Germot
- Jaubertie
- Jauviac
- la Barde
- la Cabane du Facteur
- la Chabane
- la Chaise
- la Cigale
- la Clavelie
- la Combe du Loup
- la Pouge
- la Vigerie Basse
- la Vigerie Haute
- Lambertie
- Lavignac
- le Claud de la Charlotte
- le Claud des Débats
- le Jard
- le Meynichoux
- le Moulin de Belet
- le Moulin de Fenêtre
- le Puy de Charroux
- le Salembre
- le Salembre
- le Ventadou
- les Barbilloux
- les Fayes
- les Fontenelles
- les Gayettes
- les Gélines
- les Landes de Borias
- les Péchiers et les Feytaux
- les Réveilles
- les Sésérals
- Lescobrue
- Maisonneuve
- Marcomte
- Merlerie
- Moncé
- Peypissot
- Peyramier
- Pierre Brune
- Puy Gros
- Puymau
- Renardière
- Reverdie
- Rodas
- Ruisseau de Combenègre
- Seyssac
- Toupy
- Tournier
- Vitrac

### Prévention des risques
Le territoire de la commune de Saint-Aquilin est vulnérable à différents aléas naturels : météorologiques (tempête, orage, neige, grand froid, canicule ou sécheresse), feux de forêts, mouvements de terrains et séisme (sismicité très faible). Un site publié par le BRGM permet d'évaluer simplement et rapidement les risques d'un bien localisé soit par son adresse soit par le numéro de sa parcelle.
Saint-Aquilin est exposée au risque de feu de forêt. L’arrêté préfectoral du 14 mars 2013 fixe les conditions de pratique des incinérations et de brûlage dans un objectif de réduire le risque de départs d’incendie. À ce titre, des périodes sont déterminées : interdiction totale du 15 février au 15 mai et du 15 juin au 15 octobre, utilisation réglementée du 16 mai au 14 juin et du 16 octobre au 14 février. En septembre 2020, un plan inter-départemental de protection des forêts contre les incendies (PidPFCI) a été adopté pour la période 2019-2029,.

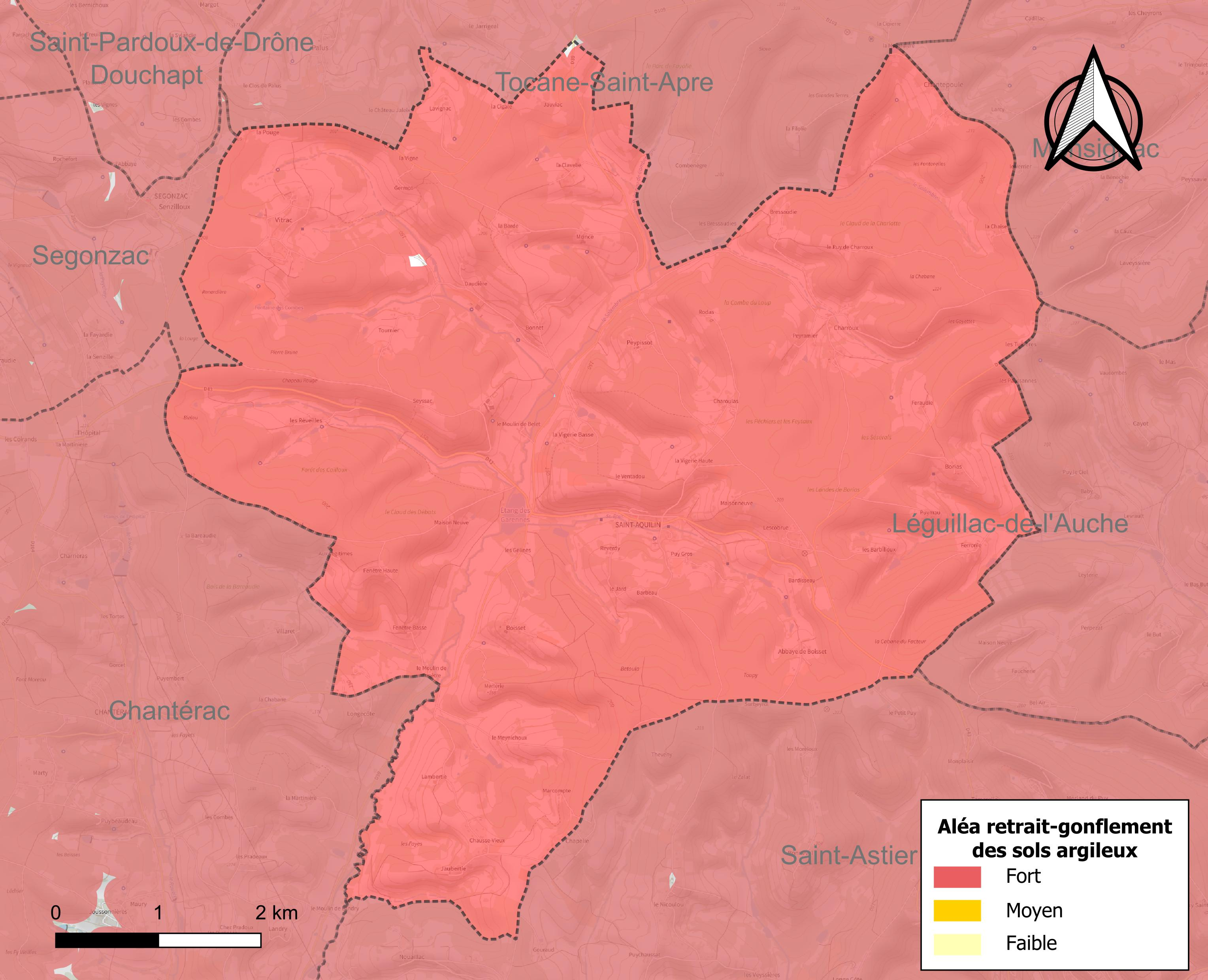
Carte des zones d'aléa retrait-gonflement des sols argileux de Saint-Aquilin.

Les mouvements de terrains susceptibles de se produire sur la commune sont des tassements différentiels. Le retrait-gonflement des sols argileux est susceptible d'engendrer des dommages importants aux bâtiments en cas d’alternance de périodes de sécheresse et de pluie. 99,9 % de la superficie communale est en aléa moyen ou fort (58,6 % au niveau départemental et 48,5 % au niveau national métropolitain). Depuis le 1er octobre 2020, en application de la loi ÉLAN, différentes contraintes s'imposent aux vendeurs, maîtres d'ouvrages ou constructeurs de biens situés dans une zone classée en aléa moyen ou fort,.
La commune a été reconnue en état de catastrophe naturelle au titre des dommages causés par les inondations et coulées de boue survenues en 1982, 1986, 1999 et 2018, par la sécheresse en 1989, 1991, 1995, 2003 et 2011 et par des mouvements de terrain en 1999.

## Toponymie
Le nom de la commune se réfère à saint Aquilin, évêque d'Évreux au VIIe siècle.
En occitan, la commune porte le nom de Sent Agulin.

## Histoire
L'histoire de Saint-Aquilin remonte à l'époque néolithique comme l'atteste le dolmen de Peyre-Brune. Les objets trouvés dans cette sépulture : pendeloques, débris de pots, fragments de vases, haches, couteaux, poinçons et flèches, sont conservés, au Musée d'art et d'archéologie du Périgord à Périgueux.
La première mention écrite connue du village apparaît au XIIe siècle sous la forme latine Sancti Aquilini.

## Politique et administration

### Rattachements administratifs
Dès 1790, la commune de Saint-Aquilin a été rattachée au canton de Saint Vincent qui dépendait du district de Ribérac jusqu'en 1795, date de suppression des districts. Lorsque ce canton est supprimé par la loi du 8 pluviôse an IX (28 janvier 1801)  portant sur la « réduction du nombre de justices de paix », la commune est rattachée au canton de Neuvic dépendant de l'arrondissement de Ribérac jusqu'en 1926 puis de l'arrondissement de Périgueux.
Dans le cadre de la réforme de 2014 définie par le décret du 21 février 2014, ce canton disparaît aux élections départementales de mars 2015. La commune est alors rattachée au canton de la Vallée de l'Isle, dont le bureau centralisateur est fixé à Neuvic.

### Intercommunalité
Fin 2003, Saint-Aquilin intègre dès sa création la communauté de communes de la Vallée du Salembre. Celle-ci est dissoute au 31 décembre 2013 et remplacée au 1er janvier 2014 par la communauté de communes Isle Vern Salembre en Périgord.

### Administration municipale
La population de la commune étant comprise entre 100 et 499 habitants au recensement de 2017, onze conseillers municipaux ont été élus en 2020,.

### Liste des maires
| Période                                  | Période    | Identité                       | Étiquette | Qualité                   |
| ---------------------------------------- | ---------- | ------------------------------ | --------- | ------------------------- |
| Les données manquantes sont à compléter. |            |                                |           |                           |
|                                          |            |                                |           |                           |
| 1808                                     | 1831       | Pierre Laronze                 |           | Notaire                   |
| 1831                                     | 1845       | Victor Fourgeaud               |           |                           |
| 1845                                     | 1863       | Marc Léonard Camaielle Mauriac |           |                           |
| 1863                                     | 1870       | François Cournier Lasserve     |           |                           |
| 1870                                     | 1874       | Sicaire Dubesset               |           |                           |
| 1874                                     | 1878       | Jean Boisseuil                 |           |                           |
| 1878                                     | 1888       | Raymond Dubesset               |           |                           |
| 1888                                     | 1909       | Ferdinand d'Escatha            |           |                           |
| 1909                                     | 1919       | Raymond Dubesset               |           |                           |
| 1919                                     | 1939       | Célestin Renaudie              |           |                           |
| 1939                                     | 1944       | François d'Escatha             |           |                           |
| 1944                                     | 1953       | Paul Élie                      |           |                           |
| 1953                                     | 1959       | Ubert Beaudeau                 |           |                           |
| 1959                                     | 1965       | Roger Marachet                 |           |                           |
| 1965                                     | 1989       | Marcel Magne                   | DVG       |                           |
| 1989                                     | mars 2008  | Pascal Deguilhem               | PS        | Conseiller général Député |
| mars 2008                                | avril 2014 | Josiane Durieux                | SE        | Employée de bureau        |
| avril 2014                               | mai 2020   | Annick Dezon                   | DVG       |                           |
| mai 2020                                 | En cours   | Annie Dutilh-Lespinasse        |           |                           |

### Politique environnementale
Dans son palmarès 2024, le Conseil national de villes et villages fleuris de France a attribué une fleur à la commune.

## Équipements et services publics

### Enseignement
À la rentrée scolaire 2023, les communes de Léguillac-de-l'Auche et de Saint-Aquilin font partie d'un regroupement pédagogique intercommunal (RPI). Du cours élémentaire 1re année jusqu'au cours moyen 2e année, les élèves sont scolarisés à Léguillac-de-l'Auche, au groupe scolaire Michel-Berger, et les classes de maternelle et de cours préparatoire sont assurées à Saint-Aquilin.

### Justice
Dans le domaine judiciaire, Saint-Aquilin relève : 
- du tribunal judiciaire, du tribunal pour enfants, du conseil de prud'hommes et du tribunal de commerce de Périgueux ;
- du pôle Nationalité du tribunal judiciaire de Périgueux (compétent uniquement dans le domaine de la nationalité) ;
- de la cour d'appel, du tribunal administratif et de la  cour administrative d'appel de Bordeaux.

## Population et société

### Démographie
Les habitants de Saint-Aquilin se nomment les Aquilinois.
L'évolution du nombre d'habitants est connue à travers les recensements de la population effectués dans la commune depuis 1793. Pour les communes de moins de 10 000 habitants, une enquête de recensement portant sur toute la population est réalisée tous les cinq ans, les populations de référence des années intermédiaires étant quant à elles estimées par interpolation ou extrapolation. Pour la commune, le premier recensement exhaustif entrant dans le cadre du nouveau dispositif a été réalisé en 2008.

En 2022, la commune comptait 463 habitants, en évolution de −4,54 % par rapport à 2016 (Dordogne : +0,37 %, France hors Mayotte : +2,11 %).
| 1793  | 1800  | 1806 | 1821  | 1831  | 1836  | 1841  | 1846  | 1851  |
| ----- | ----- | ---- | ----- | ----- | ----- | ----- | ----- | ----- |
| 1 300 | 1 078 | 952  | 1 023 | 1 042 | 1 103 | 1 028 | 1 070 | 1 085 |

| 1856  | 1861  | 1866  | 1872 | 1876 | 1881 | 1886 | 1891 | 1896 |
| ----- | ----- | ----- | ---- | ---- | ---- | ---- | ---- | ---- |
| 1 061 | 1 068 | 1 001 | 920  | 959  | 989  | 976  | 882  | 825  |

| 1901 | 1906 | 1911 | 1921 | 1926 | 1931 | 1936 | 1946 | 1954 |
| ---- | ---- | ---- | ---- | ---- | ---- | ---- | ---- | ---- |
| 734  | 690  | 702  | 596  | 574  | 571  | 535  | 519  | 533  |

| 1962 | 1968 | 1975 | 1982 | 1990 | 1999 | 2006 | 2008 | 2013 |
| ---- | ---- | ---- | ---- | ---- | ---- | ---- | ---- | ---- |
| 515  | 440  | 381  | 388  | 387  | 450  | 485  | 495  | 491  |

| 2018 | 2022 | - | - | - | - | - | - | - |
| ---- | ---- | - | - | - | - | - | - | - |
| 472  | 463  | - | - | - | - | - | - | - |

## Économie

### Emploi
En 2015, parmi la population communale comprise entre 15 et 64 ans, les actifs représentent 225 personnes, soit 45,8 % de la population municipale. Le nombre de chômeurs (31) a augmenté par rapport à 2010 (29) et le taux de chômage de cette population active s'établit à 13,6 %.

### Établissements
Au 31 décembre 2015, la commune compte 41 établissements, dont quinze au niveau des commerces, transports ou services, dix dans l'agriculture, la sylviculture ou la pêche, huit dans la construction, quatre relatifs au secteur administratif, à l'enseignement, à la santé ou à l'action sociale, et quatre dans l'industrie.

## Culture locale et patrimoine

### Lieux et monuments
- Église Saint-Eutrope du XVe siècle, de style gothique, inscrite au titre des monuments historiques en 2007[59] ;
- Dolmen de Peyre-Brune, classé au titre des monuments historiques par liste de 1889[60]. Il est composé d'une table et de six supports.
- Château de Belet, XVe siècle, propriété privée ;
- Manoir de Boisset, ancien prieuré ;
- Manoir de Moncé, XVIIe siècle, propriété privée ;

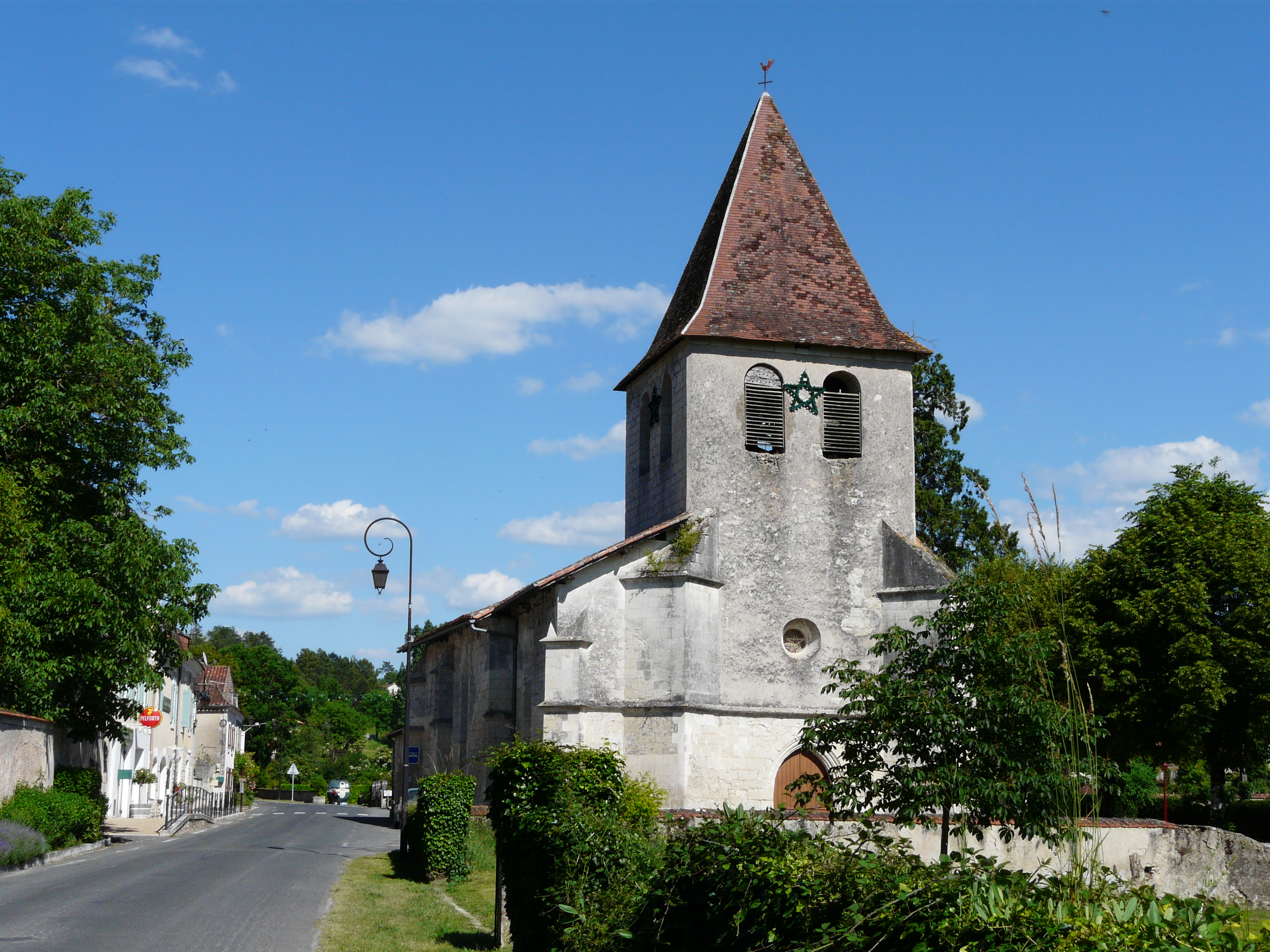
L'église Saint-Eutrope
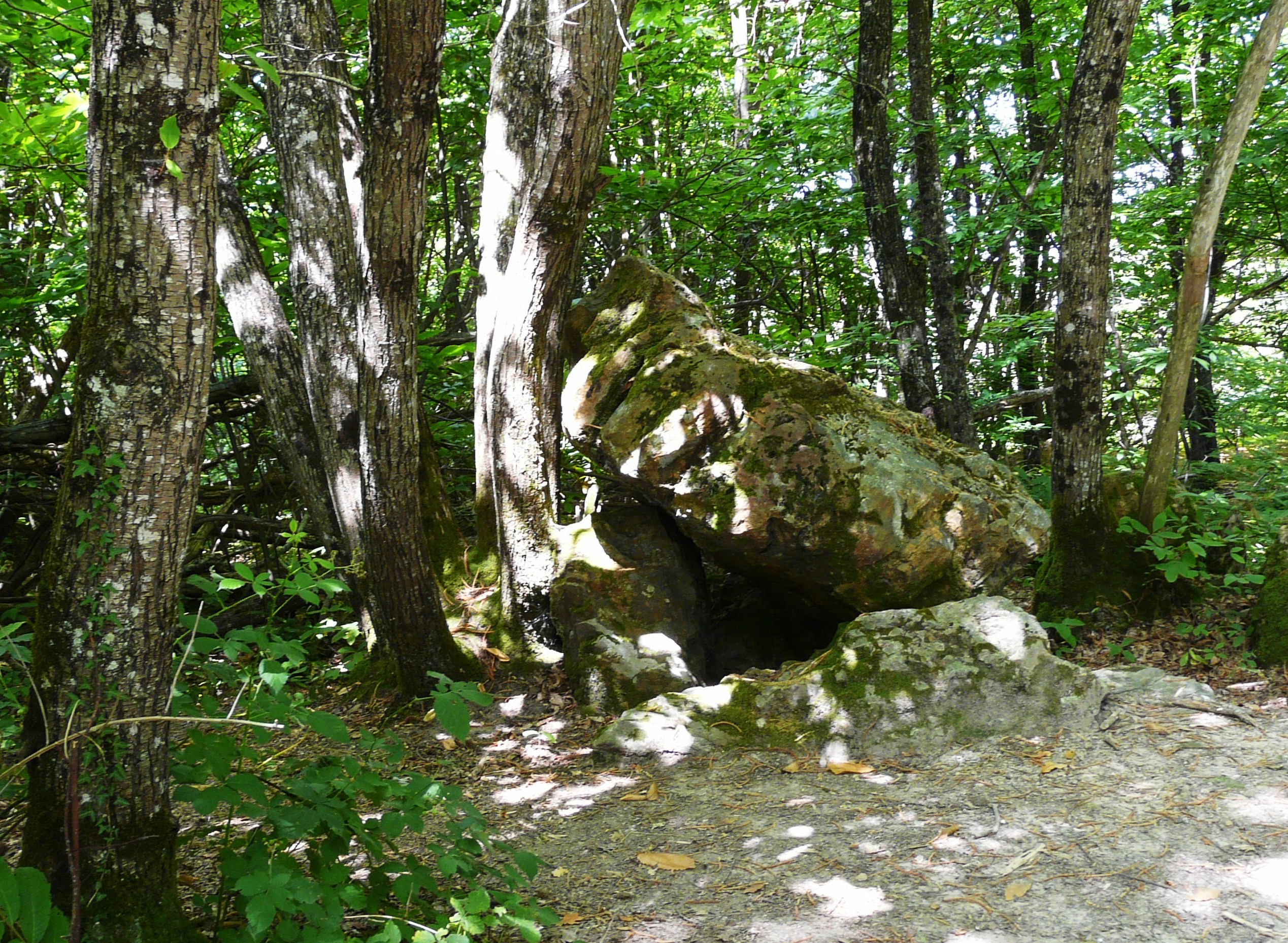
Le dolmen de Peyre-Brune
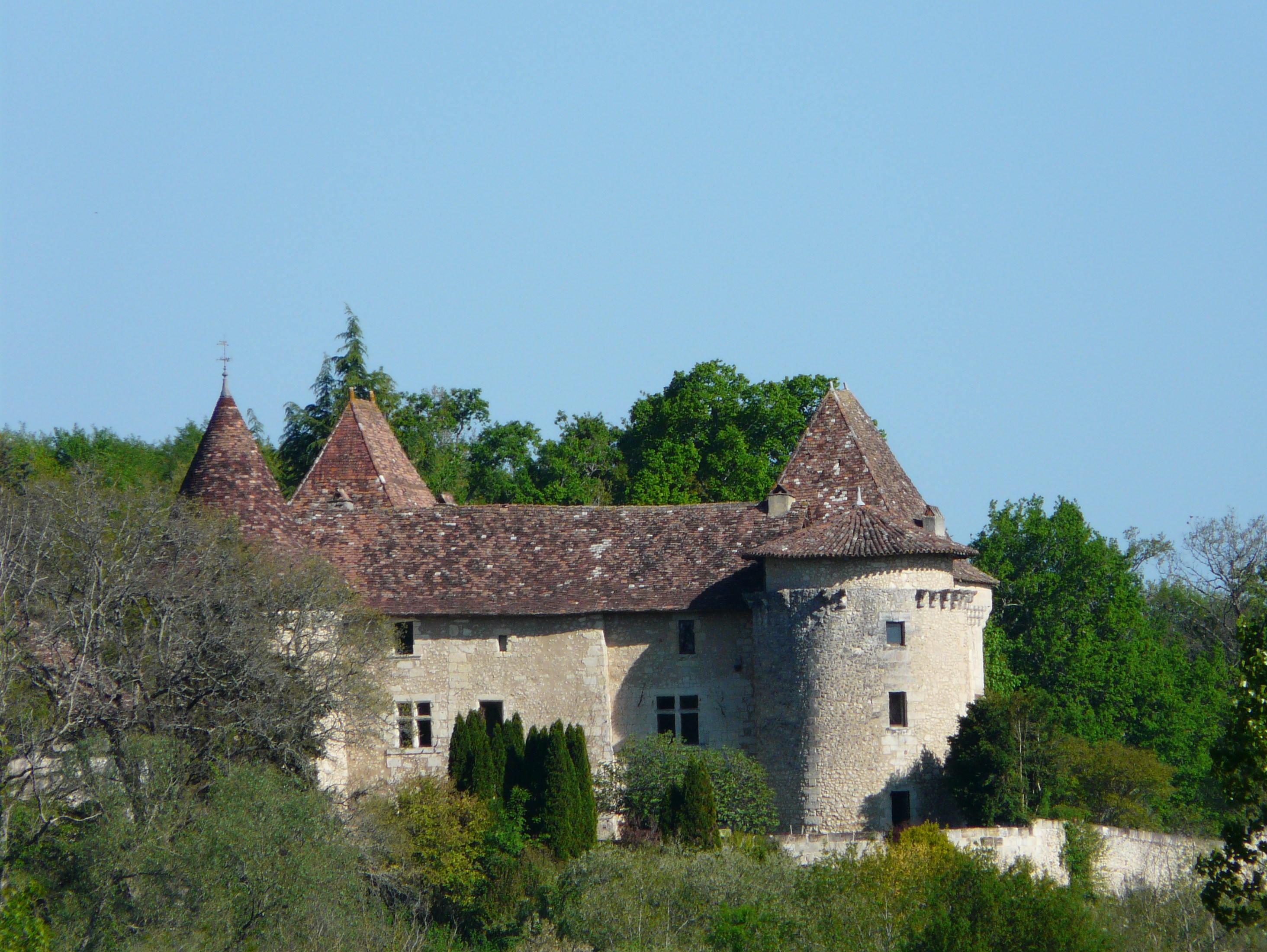
Le château de Belet
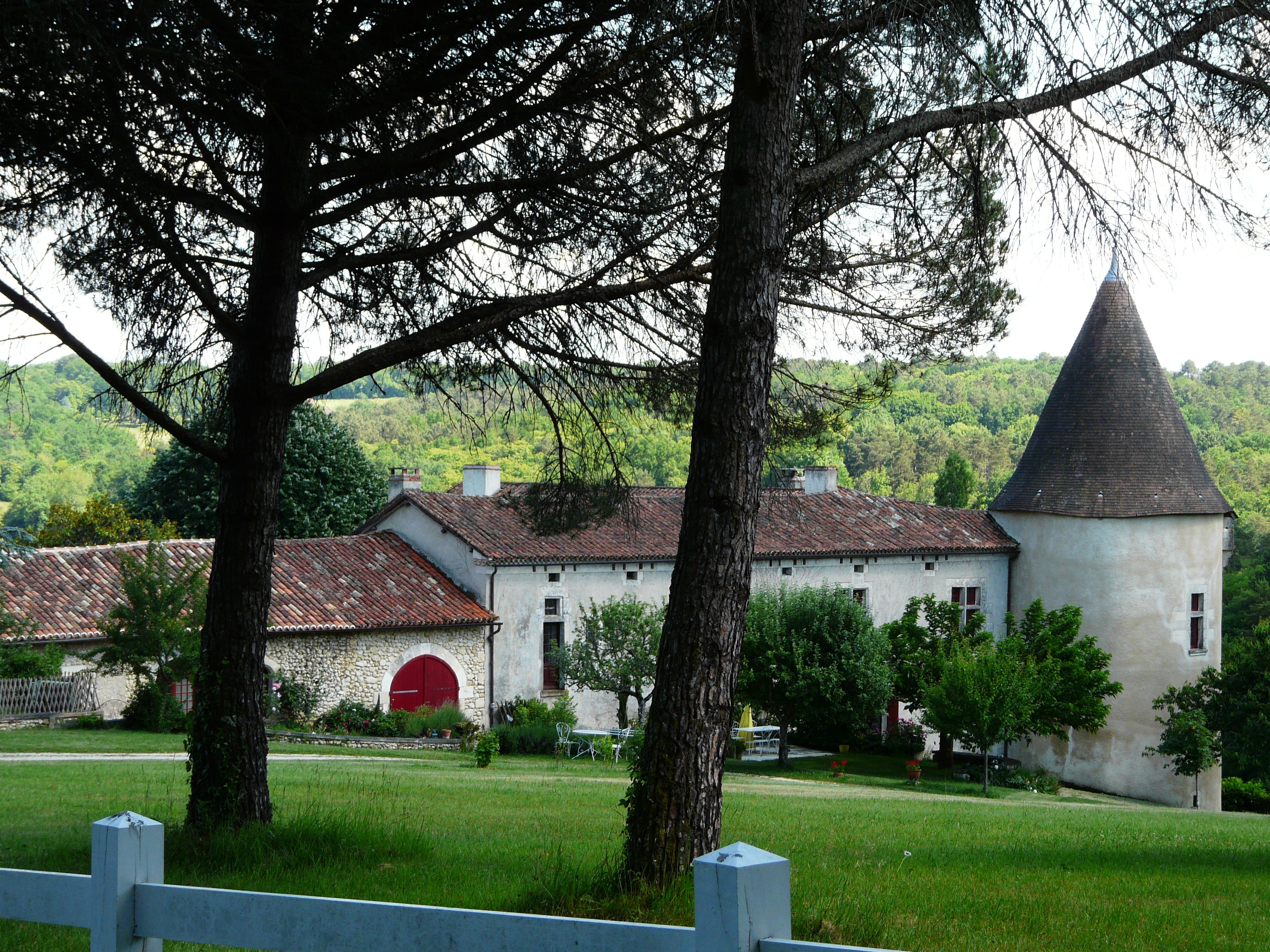
Le manoir de Moncé

### Personnalités liées à la commune
- Bienheureux Alain de Solminihac (1593-1659), homme d'église, abbé de Chancelade puis évêque de Cahors, est né au château de Belet
- Pascal Deguilhem (1956-), homme politique, maire de Saint-Aquilin de 1989 à 2008.

### Héraldique
| Blason de Saint-Aquilin | Blason  | De gueules à trois belettes d'argent ; au chef d'or chargé d'une fontaine héraldique de sinople à trois sources d'or. |
| Blason de Saint-Aquilin | Détails | Le statut officiel du blason reste à déterminer.                                                                      |

## Pour approfondir